# Sojuz TM-20
Sojuz TM-20 je označení ruské kosmické lodi, ve které odstartovala mise ke ruské kosmické stanici Mir. Jednalo se o 20. expedici k Miru.

## Posádka

### Startovali
- Alexandr Viktorenko (4)
- Jelena Kondakovová (1)
- Ulf Merbold (3) ESA

### Přistáli
- Alexandr Viktorenko (4)
- Jelena Kondakovová (1)
- Valerij Poljakov (2)

V závorkách je uveden dosavadní počet letů do vesmíru včetně této mise.